# 마거릿 머레이 워싱턴

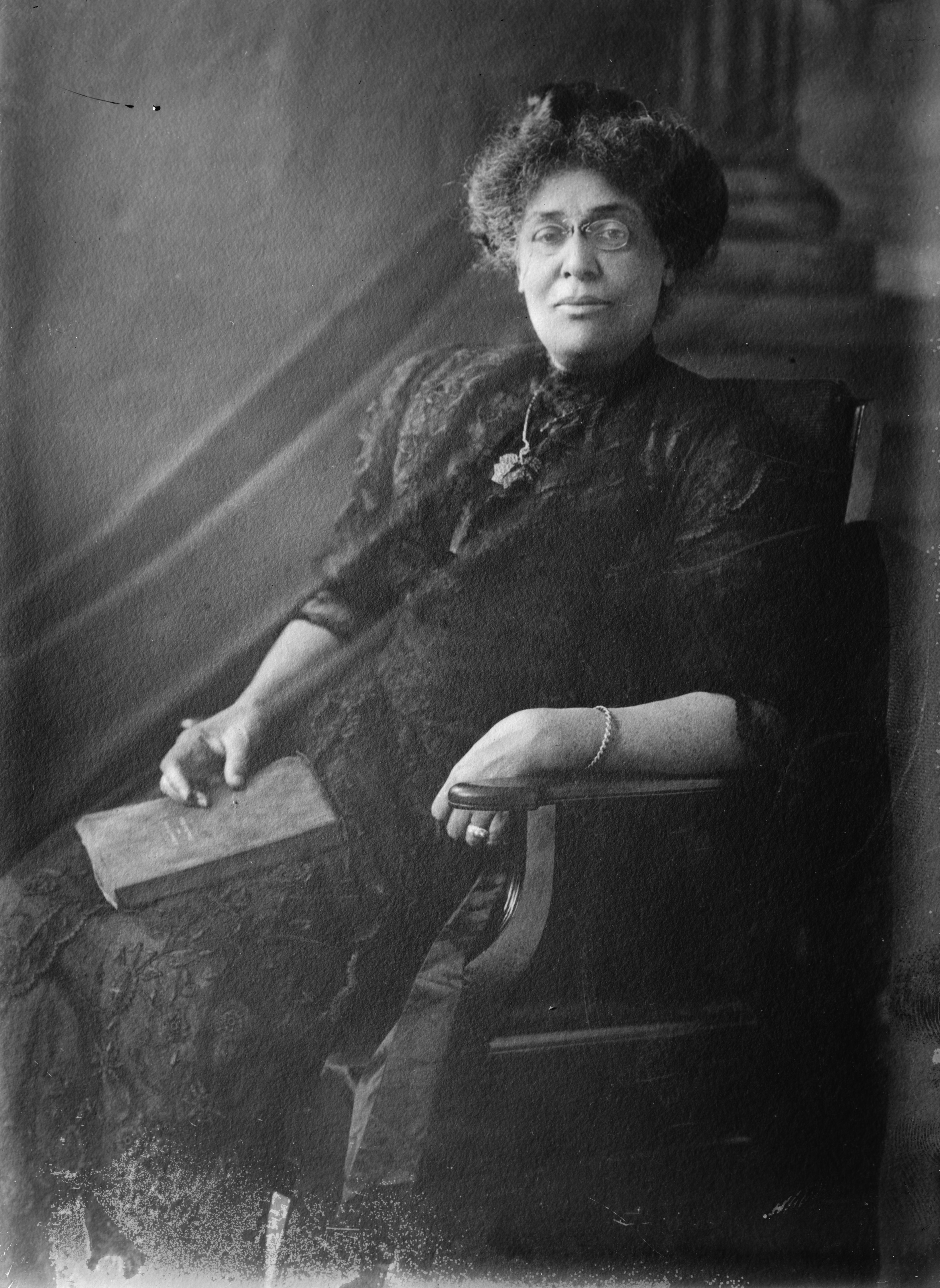
마거릿 제임스 머리

마거릿 머리 워싱턴(Margaret Murray Washington, 본명 머리; 1865년 3월 9일~1925년 6월 4일)은 나중에 터스키기 대학교가 된 터스키기 사범 산업 대학의 교장이었던 미국의 교육자이다. 그녀는 또한 여성 클럽들을 이끌었는데, 여기에는 터스키기 여성 클럽과 전미 아프리카계 미국 여성 연맹이 포함된다. 그녀는 부커 T. 워싱턴의 세 번째 아내였다. 그녀는 1972년 앨라배마 여성 명예의 전당에 헌액되었다.

## 전기
마거릿 머리는 1860년대 초 미시시피주 메이컨에서 3월 9일에 태어났다. 그녀의 출생 연도는 불확실하다. 그녀의 묘비에는 1865년에 태어났다고 적혀 있지만, 1870년 인구 조사에는 그녀의 출생 연도가 1861년으로 기재되어 있다. 그녀는 소작농 부부의 열 자녀 중 한 명으로 태어났다. 아버지는 아일랜드 이민자였고 어머니는 흑인 세탁부이자 아마도 전 노예였을 것이다. 그녀의 아버지는 그녀가 일곱 살 때 사망했으며, 아버지가 사망한 다음 날부터 그녀는 샌더스라는 퀘이커 부부와 함께 살기 시작했다. 그들은 그녀가 교사가 되도록 격려했는데, 당시 여성들에게 허용된 몇 안 되는 직업 중 하나였다.
어린 시절 머리는 대부분의 시간을 독서에 할애했으며 학교에서 빠르게 뛰어났다. 14세가 되자 그녀는 학업이 너무 뛰어나서 학교에서 그녀에게 교사 자리를 제안했다. 교사 경력을 더욱 발전시키기로 결심한 머리는 19세에 피스크 대학교에 입학하여 5년 만에 대학 예비 과정을 마치고 4년 만에 대학 과정을 마쳤다.

### 결혼
머리는 피스크 대학교에서 부커 T. 워싱턴을 만났다. 워싱턴은 그녀를 모범적인 학생으로 여겨, 이전에 사망한 두 번째 부인 올리비아 A. 데이비드슨이 맡았던 숙녀 교장직을 맡아달라고 요청했다. 1890년까지 머리는 워싱턴에게 그에 대한 깊은 감정을 표현하는 편지를 쓰고 있었다. 그는 이듬해 청혼했고, 약간의 망설임 끝에 머리는 워싱턴의 청혼을 받아들여 1893년에 결혼했다. 머리와 워싱턴은 1901년 터스키기 연구소가 가족을 위해 지은 주택인 오크스로 이사하기 전까지 워싱턴의 친척들과 전 결혼에서 얻은 자녀들과 함께 살았다. 워싱턴은 머리에게 자신의 감정을 드러내기를 꺼려했고, 사업 때문에 떨어져 있을 때면 종종 그녀에게 자녀들을 돌보게 했다고 전해진다. 워싱턴은 첫 두 아내를 잃은 슬픔에 잠겨 있었지만, 마거릿이 잘 정돈된 가정을 제공한다고 믿었고, 두 사람은 결혼 생활에 만족했다고 전해진다. 마거릿은 워싱턴의 연설문을 작성했고, 남편이 학교를 확장하는 것을 도왔으며, 남편의 순회 강연과 연설 활동에 동행했다.

### 경력
1890년, 머리는 터스키기 연구소의 숙녀 교장으로 고용되었다. 이 역할에서 그녀는 여학생들을 감독하고 터스키기 교수진의 여성들을 지원하는 책임을 맡았다. 그녀는 바느질, 세탁, 모자 만들기, 비누 만들기, 식탁 세팅, 요리, 빗자루 만들기에 대한 하급 및 대학원 여성 부문 교육과정을 확립했다.
터스키기 숙녀 교장 재직 중, 그녀는 터스키기 여성 클럽도 만들었다. 여성 클럽의 중요한 노력 중 하나는 터스키기에서 8마일 떨어진 엘리자베스 러셀 농장을 복원하는 것이었다. 그곳은 워싱턴에 의해 이전 죄수들이 거주하는 지역으로, 아이들은 통제되지 않고 집은 지저분하다고 묘사되었다. 12년 동안 그녀는 터스키기의 다른 사회 개혁가들과 함께 가족 구조를 강화함으로써 이 공동체를 재활시키려 노력했다. 터스키기의 "목욕, 빗자루, 성경" 프로그램을 시행하며, 그녀는 사회 개선 이론을 모성애와 아내 역할 개선에 집중했다.

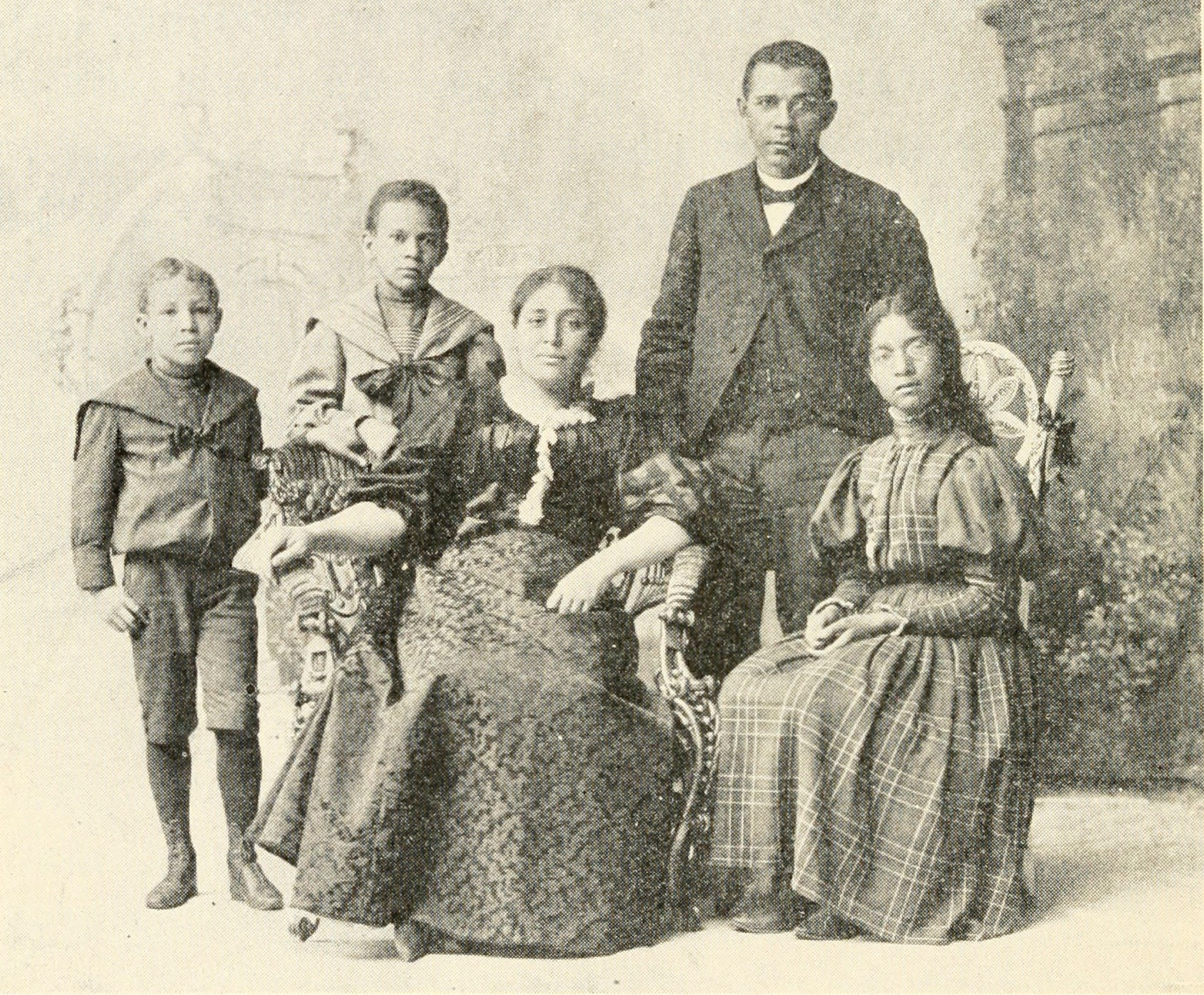
마거릿 머리 워싱턴(중앙)과 부커 T. 워싱턴, 그리고 그들의 자녀들.

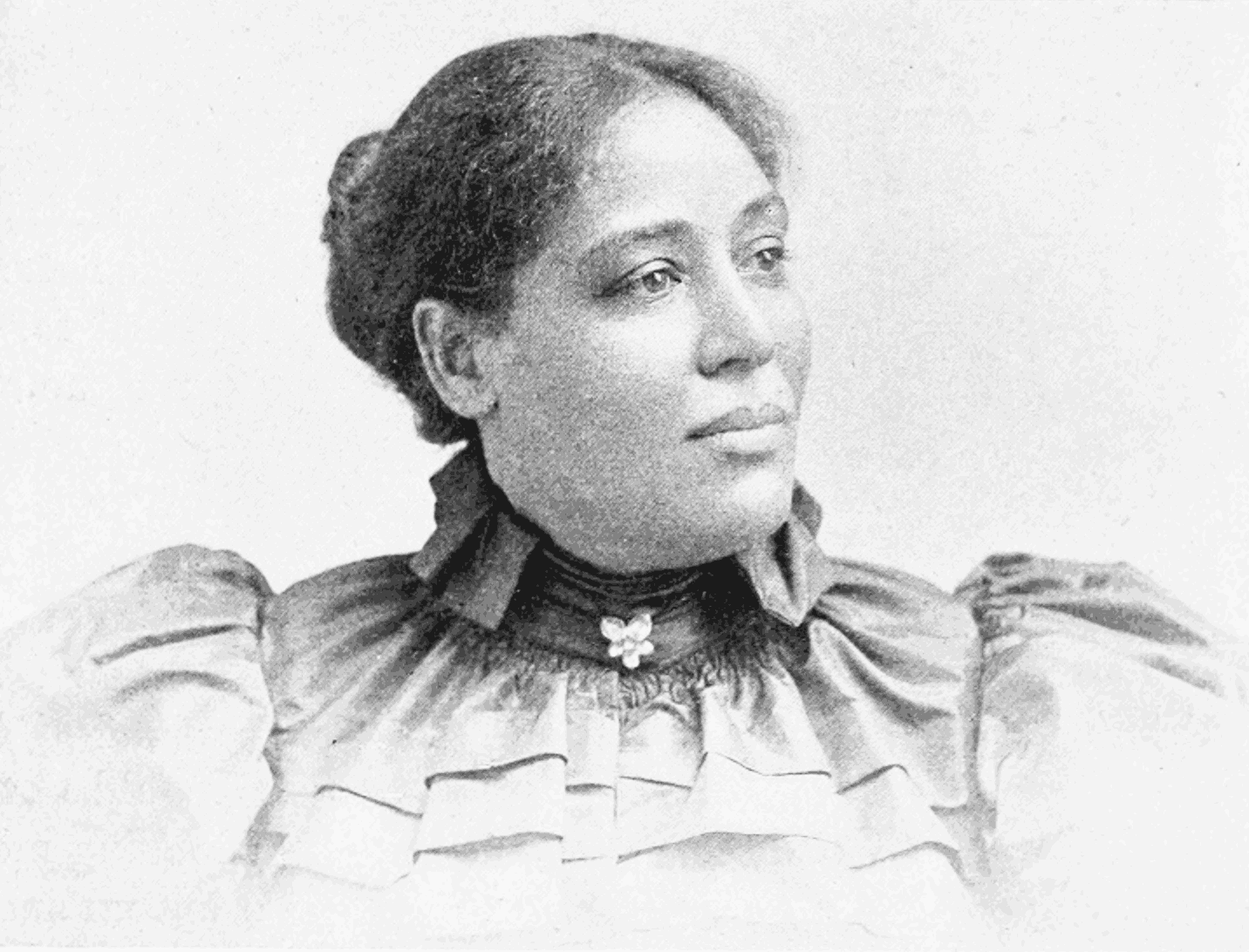
마거릿 머리 워싱턴, 1899년

터스키기 여성 클럽은 나중에 지역 단체들을 여성 클럽들과 합병하여 짐 크로 시대 남부의 흑인 여성들의 가치와 해방을 개선하는 데 도움을 주었다. 1895년 그녀는 전미 유색 여성 제1차 회의에서 "도덕적 고양을 위한 개인적인 노력(Individual Work for Moral Elevation)"이라는 영향력 있는 연설을 했고, 새로 설립된 전미 아프리카계 미국 여성 연맹의 회장으로 선출되었다. 회장으로서 워싱턴은 조직의 핵심이 "산업 훈련과 실용적인 주부 기술"이 되어야 한다고 주장했다. 이는 메리 처치 테렐이 이끌었던 워싱턴 D.C.의 유색 여성 연맹과 같은 북부의 일부 여성 클럽과는 달랐으며, 이들은 새로 형성된 전미 아프리카계 미국 여성 연맹에 가입하는 것을 거부했다. 그녀는 1896년 전미 유색인 여성 협회를 공동 설립한 것으로 인정받는다. 그녀는 시골 학교들을 설립하고, 여성들에게 집에서 생활하고 돌보는 방법을 가르쳤으며, 교도소 개선을 위해 일했고, 소년들을 위한 미그스 산 학교와 터스키기에 소녀들을 위한 산업 학교를 시작했으며, 가난하고 방치된 사람들의 개선을 위해 끊임없이 노력했다. 1912년, 그녀는 전미 유색인 여성 협회의 다섯 번째 회장이 되었다.
1915년 남편이 사망한 후, 워싱턴은 흑인 미국인들의 교육 시스템을 개선하기 위해 노력했다. 그녀는 터스키기의 어머니들을 위한 가사 교육과 주변 농장의 아이들을 위한 학교 지원에 깊이 관여했다.
남편이 지지했던 프로그램들과 마찬가지로, 마거릿 머리 워싱턴은 가사와 직업교육에 중점을 두었다. 그녀는 인종 간 협력에 참여했으며, 1920년 멤피스 여성 인종 간 회의에 참석했다.

### 사망
마거릿 머리 워싱턴은 1925년 사망할 때까지 오크스에 머물렀다. 그녀는 남편 옆에 있는 대학 묘지에 묻혀 있다.

## 유산
1972년 워싱턴은 앨라배마 여성 명예의 전당에 헌액되었다.
워싱턴은 델타 시그마 쎄타 여성 사교 클럽의 명예 회원으로 헌액되었다.
워싱턴 D.C.의 M.M. 워싱턴 직업 고등학교는 그녀의 이름을 따서 명명되었다. 이 학교는 2008년에 폐교되었다. 또한 터스키기 캠퍼스에 있는 건물도 그녀의 이름을 따서 명명되었다.
워싱턴은 2020년 넷플릭스 미니시리즈 셀프 메이드에 킴벌리 휴이가 연기하는 캐릭터로 등장한다.

## 린치 반대 운동가
세기 전환기에는 남부의 많은 흑인들이 린치의 희생자가 되었다. 흑인 린치 수가 증가함에 따라 이 기간 동안 많은 조직이 형성되기 시작했다. 1895년 대규모 흑인 여성 그룹이 전미 아프리카계 미국 여성 연맹을 결성했고, 워싱턴이 회장으로 선출되었다.
이 조직은 남부의 여성들이 집을 사려는 것을 돕는 것부터 여성들이 일하러 갈 기회를 제공하는 보육 시설을 여는 것까지 다양한 문제들을 다루었다. NFAA와 워싱턴 유색인 연맹의 연합으로 전미 아프리카계 미국 여성 연맹이 결성되었다. 워싱턴은 많은 인종 문제가 인종 간 협력을 통해 해결될 수 있다고 믿었다.
1920년, 앨라배마 터스키기에서 전미 유색인 여성 협회 회의가 열렸다. 의제 중 주요 안건은 린치였다. 회의에 참석한 새로 설립된 많은 린치 반대 단체들은 린치를 살인 행위로 정의하고 살인자가 그들의 행동에 대한 대가를 치러야 한다는 법안을 지지한다고 표명했다. 남부 감리교 여성 위원회의 중요한 백인 여성 두 명, 캐리 파크스 존슨과 사라 에스텔 해스킨스가 워싱턴의 집에 초대되었다. 두 여성은 그곳에 있던 고등 교육을 받은 흑인 중산층 여성들의 엄청난 수에 놀랐다.

## 인용문
- "우리가 서로를 돕고자 한다면 우리 자신을 칭찬할 뿐만 아니라 비판도 해야 한다. 솔직한 이야기는 우리에게 해가 되지 않을 것이다."
- "아이를 항상 칭찬하면 아이는 곧 자신이 실수를 하는 것이 불가능하다고 생각하는 지경에 이른다."
- "우리는 아무리 노력해도 우리 민족과 분리될 수 없다. 나로서는 그렇게 하고 싶은 마음이 전혀 없다."
- "노예제도와 무지, 가난, 무절제로 인해 우리 민족의 상황은 우리가 여성으로서 반세기 동안 아직 제가 방금 언급한 악의 징표를 벗어던지지 못한 대다수의 민족을 놓쳐서는 안 된다는 것을 깨닫게 해야 한다."[12]

## 선택된 작품
- 워싱턴, 마거릿 머리 (1894). 《남부 유색인 여성을 위한 작업》. 터스키기: 사범 학교 출판사.

## 내용주
1. 1 2  “헌액자들”. 《앨라배마 여성 명예의 전당》. 앨라배마주. 2012년 2월 20일에 확인함.
2. 1 2  The Oaks: Tuskegee Institute National Historic Site Cultural Landscape Report
(United States National Park Service: Southeast Regional Office, 2017); available at
http://npshistory.com/publications/tuin/clr-oaks.pdf
3. ↑  “워싱턴, 마거릿 머리 (1865-1925) | 흑인의 과거: 기억되고 되찾다”. 《blackpast.org》. 2007년 2월 15일. 2016년 12월 7일에 확인함.
4. 1 2 3  Perkins, Linda M. (2021년 3월 5일). “공통의 슬픔으로 그들에게 묶이다: 아프리카계 미국 여성, 고등 교육, 그리고 집단 행동 2부”. 《JStor》. doi:10.5323/jafriamerhist.100.4.0721. JSTOR 10.5323/jafriamerhist.100.4.0721.
5. ↑  Neal, Anthony W. (2016년 2월 18일). “조세핀 세인트 피에르 러핀: 흑인 여성 클럽 운동의 선구자 2부”. 《더 베이 스테이트 배너》.
6. ↑  “마거릿 머리 워싱턴”. English.illinoisstate.edu. 2012년 9월 23일에 원본 문서에서 보존된 문서. 2017년 10월 23일에 확인함.
7. ↑  아프리카계 미국인 등록소 웹사이트, 오늘 기사 섹션, 마거릿 머리, 교육자 출생 1865년 3월 9일 목요일
8. ↑  의회 도서관 웹사이트, 메리 처치 테렐 문서: 주제 파일, 1884-1962; 델타 시그마 쎄타 여성 사교 클럽, 1927-1943 중 이미지 17
9. ↑  “터스키기 대학교 LEED 투어: 마거릿 머리 워싱턴 홀 | 미국 그린 빌딩 협의회”. Usgbc.org. 2017년 4월 26일. 2017년 10월 23일에 확인함.
10. ↑  Stetson, Erlene (1983). 《인디애나의 흑인 페미니즘, 1893-1933》. 《파일론》 44. 292–298쪽. doi:10.2307/274578. ISSN 0031-8906. JSTOR 274578.
11. ↑  Anne Rouse, Jacqueline (1966). 《터스키기의 그림자 밖으로: 마거릿 머리 워싱턴, 사회 운동, 그리고 인종 변호》. 아프리카계 미국인 삶과 역사 연구 협회.
12. ↑  “(1898) 마거릿 머리 워싱턴, "우리는 더 깨끗한 사회 도덕성을 가져야 한다"”. 《blackpast.org》. 찰스턴 뉴스 앤드 쿠리어. 2007년 1월 29일.

## 더 읽어보기
- Linda Rochell Lane, A Documentary of Mrs. Booker T. Washington. Edwin Mellen Press, 2001. ISBN 0773474498.
- Sheena Harris, Margaret Murray Washington: The Life and Times of a Clubwoman. University of Tennessee Press, forthcoming 2021. ISBN 9781621906193.